# Совхозная улица (Ижевск)
Совхо́зная у́лица — улица в Индустриальном районе города Ижевск. Проходит от улицы Ленина до улицы 9 Января. Нумерация домов ведётся от улицы Ленина.
Выполняет функции магистральной улицы исторического района Восточный посёлок. Ширина проезжей части — 2 полосы.

## Описание
Первое упоминание улицы в документах относится к 1928 году.
Расположена в географическом центре нагорной части Ижевска и пролегает через жилые районы «Карлутский» и «Культбаза» Индустриального административного района удмуртской столицы. Находится между улицами Чкалова и Ипподромная.
Начинается от улицы Ленина и проходит в северном направлении. Пересекает Спартаковский переулок, улицу Герцена, Профсоюзный, Воткинский и Уральский переулки. Заканчивается на перекрёстке с улицей 9 Января и переходит в переулок Грибоедова.
С нечётной стороны примыкают: улица Мичурина, Лагерная улица. С чётной стороны к концу улицы примыкает переулок Сурикова.
На улице преобладает частная застройка. В начале улицы по нечётной стороне построены несколько крупных многоквартирных домов.

## Примечательные здания и сооружения
По нечётной стороне:
- № 3 — 10-этажный жилой дом, супермаркет «Ижтрейдинг»
- № 5 — 9-этажный жилой дом, универсам «Магнит»
- № 9, 11 — жилой комплекс «Восточный квартал»
- № 113 — диско-бар «SV»
- № 127 — детский развивающий центр «Звёздочка», магазин «Хозмаркет»

По чётной стороне:
- № 104 — супермаркет «Магнит»

## Общественный транспорт
К началу улицы:
- Автобусы № 28, 40, 79, 281, 319, 344, маршрутное такси № 10, 45, 341 (ост. Поликлиника «Ижмаш»)
- Трамвай № , , , ,  (ст. «Больница», «ул. Халтурина»)

Кроме того, вдоль всей Совхозной улицы, в 150—200 метрах к востоку от неё проходит линия  и  трамваев, на которой расположены станции «Улица Герцена», «Профсоюзная», «Воткинский переулок», «Уральский переулок» и «Школа № 64».